# بروتين الزنك الإصبعي 684
بروتين الزنك الإصبعي 684 هو بروتين يُشَفر بواسطة جين ZNF684 في جسم الإنسان.

## الجين
يعرف بروتين الزنك الإصبعي 684 أيضا باسم بروتين الصندوق المرتبط بكرابل (Kruppel-associated box protein) ويصنّع في أجسام البشر، تم اكشاف هذا البروتين على جين ZNF684 على الشريط الزائد عند 1q34.2، ويمتد على مدى (16,594) نيوكليوتيدًا بين (40,548,167 و 40,531,573) على شريط الحمض النووي.